# فلوربا کراسنیقی
فلوربا کراسنیقی (انگلیسی: Floralba Krasniqi؛ زادهٔ ۲۶ اوت ۱۹۹۴) بازیکن فوتبال اهل آلبانی است.
وی همچنین در تیم ملی فوتبال Albania بازی کرده‌است.